# HD 161941
HD 161941，又名BD+03 3493，SAO 122766、HR 6633，是一颗恒星，视星等为6.22，位于銀經29.08，銀緯15.76，其B1900.0坐标为赤經17h 43m 21.6s，赤緯+3° 15.76′ 18″。